# Money in the Bank (2012)
Cet article concerne l'édition 2012 du pay-per-view Money in the Bank. Pour toutes les autres éditions, voir WWE Money in the Bank.
L’édition 2012 de Money in the Bank est une manifestation de catch professionnel télédiffusée et visible uniquement en paiement à la séance. L'événement, produit par la WWE, a eu lieu le 15 juillet 2012 au US Airways Center à Phoenix, dans l'Arizona. Il s'agit de la troisième édition annuelle de Money in the Bank. Alberto Del Rio est en vedette de l'affiche promotionnelle (officielle).

## Contexte
Les spectacles de la WWE en paiement à la séance sont constitués de matchs aux résultats prédéterminés par les scénaristes de la WWE. Ces rencontres sont justifiées par des storylines - une rivalité avec un catcheur, la plupart du temps - ou par des qualifications survenues dans les émissions de la WWE telles que Raw, SmackDown et Superstars. Tous les catcheurs possèdent un gimmick, c'est-à-dire qu'ils incarnent un personnage gentil ou méchant, qui évolue au fil des rencontres. Un pay-per-view comme Money in the Bank est donc un événement tournant pour les différentes storylines en cours.

## Matchs

### Rivalité entre CM Punk & Daniel Bryan pour le WWE Championship
Depuis No Way Out et le licenciement de John Laurinaitis, les shows télévisés Raw Supershow et SmackDown! sont dirigés par un general manager par intérim. Le 25 juin 2012, à Raw, Vickie Guerrero annonce que le champion de la WWE CM Punk devra affronter Daniel Bryan pour la ceinture. C'est la troisième rencontre pour le titre entre les deux hommes, après Over the Limit et No Way Out.

### Rivalité entre Sheamus et Alberto Del Rio pour le World Heavyweight Championship
Lors de Raw du 2 juillet, Teddy Long annonce que Alberto Del Rio est le nouveau challenger no 1 au titre de Sheamus.

### Matchs de l'échelle pour les mallettes Money in the Bank
La récompense des Money in the Bank Ladder Matchs est une mallette, qui représente, pour celui qui la gagne, le droit d'avoir un match de championnat du monde pour un des championnats (WWE World Heavyweight Championship pour la division Smackdown, le WWE Championship pour Raw) ; les vainqueurs ont un an à compter de la date du gain pour encaisser leur mallette. Chaque roster a donc son propre match pour la mallette.

#### Money In the Bank Ladder Match du WWE Championship
Lors du SmackDown! du 22 juin, Big Show avait annoncé son intention de participer au Money In the Bank Ladder Match pour le WWE Championship. Le 25 juin à Raw, c'est John Cena qui annonce qu'il participera également au match pour la première fois de sa carrière, pour un match qui ne comprendra que des anciens champions de la WWE. Vickie Guerrero ajoute par la suite dans le match Chris Jericho, de retour de suspension, et Kane. Durant le show, The Miz fait son retour après 2 mois d'absence et annonce qu'il va participer au Money in the bank de raw pour tenter de devenir le nouveau WWE champion.

#### Money In the Bank Ladder Match du World Heavyweight Championship
Lors du WWE SmackDown du 29 juin, Vickie Guerrero annonce que des matchs de qualification auront lieu cette semaine et la semaine prochaine. Tyson Kidd, Damien Sandow, Santino Marella, Christian et Tensai se qualifient aux dépens de Jack Swagger, Zack Ryder, Cody Rhodes, David Otunga et Justin Gabriel. 

Lors du SmackDown du 3 juillet Cody Rhodes obtient une nouvelle chance face à Christian et gagne (Christian n'est pas enlevé du match). La même soirée, Dolph Ziggler se qualifie en battant Alex Riley. 

Lors du Raw du 9 juillet, Sin Cara devient le dernier participant en se qualifiant aux dépens de Heath Slater.

## Tableau des matchs
| #                                                                | Match | Stipulations                                                                           | Durée |
| ---------------------------------------------------------------- | --- | -------------------------------------------------------------------------------------- | ----- |
| Pre-show                                                         | Kofi Kingston et R-Truth (c) battent Hunico et Camacho                                                                                          | Match par équipe pour les WWE Tag Team Championship,.                                  | 8:24  |
| 1                                                                | Dolph Ziggler (avec Vickie Guerrero) bat Damien Sandow, Tyson Kidd, Christian, Santino Marella, Tensai (avec Sakamoto), Cody Rhodes et Sin Cara | Money in the Bank Ladder match pour la mallette du World Heavyweight Championship.     | 18:29 |
| 2                                                                | Sheamus (c) bat Alberto Del Rio | Match simple pour le World Heavyweight Championship.                                   | 14:24 |
| 3                                                                | Primo et Epico (avec Rosa Mendes) battent Titus O'Neil et Darren Young (avec A.W.)                                                              | Match par équipe                                                                       | 7:31  |
| 4                                                                | CM Punk (c) bat Daniel Bryan | Match sans disqualification pour le WWE Championship, avec AJ Lee en arbitre spéciale. | 27:48 |
| 5                                                                | Ryback bat Curt Hawkins et Tyler Reks | 2 on 1 Handicap Match                                                                  | 4:22  |
| 6                                                                | Layla, Kaitlyn et Tamina Snuka battent Beth Phoenix, Natalya et Eve                                                                             | Match à 6 par équipe                                                                   | 3:23  |
| 7                                                                | John Cena bat Kane, Chris Jericho, Big Show et The Miz                                                                                          | Money in the Bank Ladder match pour la mallette du WWE Championship                    | 20:03 |
| (c) désigne le(s) champion(s) défendant son titre dans le match. | |                                                                                        |       |